# Знаменитые дела судьи Ди
Знаменитые дела судьи Ди (кит. упр. 狄公案, пиньинь Dí Gōng Àn; дословно: «Дела судьи Ди»), также известные как Ди Гун Ань, — это китайский детективный роман XVIII века в жанре гунъань, написанный анонимным автором. В его основу легли рассказы о Ди Жэньцзе (Wade-Giles Ti Jen-chieh), уездном магистрате[прояснить] и государственном деятеле танского двора, жившем примерно в 630—700 гг. Однако роман содержит элементы культуры более поздних династий, а не Китая времен династии Тан.

## Перевод
Голландский синолог и дипломат Роберт ван Гулик наткнулся на экземпляр в магазине подержанных книг в Токио и перевёл роман на английский язык. Затем он использовал его как основу для создания своих собственных оригинальных историй о судье Ди в течение следующих 20 лет. Ван Гулик написал:
«Этот перевод является главным образом результатом военных лет Тихоокеанской войны 1941—1945 годов, когда постоянные поездки по различным военным делам делали невозможным другие, более сложные китаеведческие исследования».